# Badak Anom
Badak Anom is een bestuurslaag in het regentschap Tangerang van de provincie Banten, Indonesië. Badak Anom telt 5430 inwoners (volkstelling 2010).